# Ingénieur en raffinage
Un ingénieur en raffinage est un ingénieur qui connaît avant tout un (ou plusieurs) procédé de traitement du pétrole ou des coupes pétrolières.
Il peut connaître le fonctionnement d'une distillation, d'un reformeur catalytique, d'un craqueur (craqueur catalytique en lit fluidisé, hydrocraqueur, vapocraqueur) ou d'autres unités de traitement. Connaissant le procédé de traitement, il est capable de conduire une unité, de la démarrer, de la faire fonctionner, et de l'arrêter en cas de besoin.
Il sait faire des réglages adéquats afin d'optimiser la production des coupes à haute valeur marchande. Évidemment, tous ces réglages se font par informatique et électronique interposées, mais en cas de besoin, l'ingénieur en raffinage sait prendre les bonnes options pour obtenir les meilleurs résultats.
En général, la quasi-totalité des ingénieurs en raffinage en France, passent après leurs études d'ingénieur, un an ou deux ans de formation à l'IFP Énergies nouvelles à Rueil-Malmaison en région parisienne.